# Локновський вал
Локновський вал — позитивна платформна структура, розташована за 20 км на південний захід від міста Псков. 
На території Псковської області поширюється тільки східне закінчення валу, що отримав основний розвиток на захід — на території Естонії (Локновсько-Миністська зона дислокацій). Ця структура має субширотне простягання, протяжність близько 60 км і відносну висоту понад 300 м. З півдня вал: обмежений розломами широтного простягання, розташованими кулісоподібно, а також крутим уступом зі східної сторони. У будові Локновського валу беруть участь кристалічні породи фундаменту, відкладення вендського комплексу, кембрію, ордовику і девону. Але у склепінній частині структури породи середнього девону безпосередньо залягають на нижньокембрійських відкладеннях.
| Геологія | Це незавершена стаття з геології. Ви можете допомогти проєкту, виправивши або дописавши її. |